# Adaptations de Frankenstein

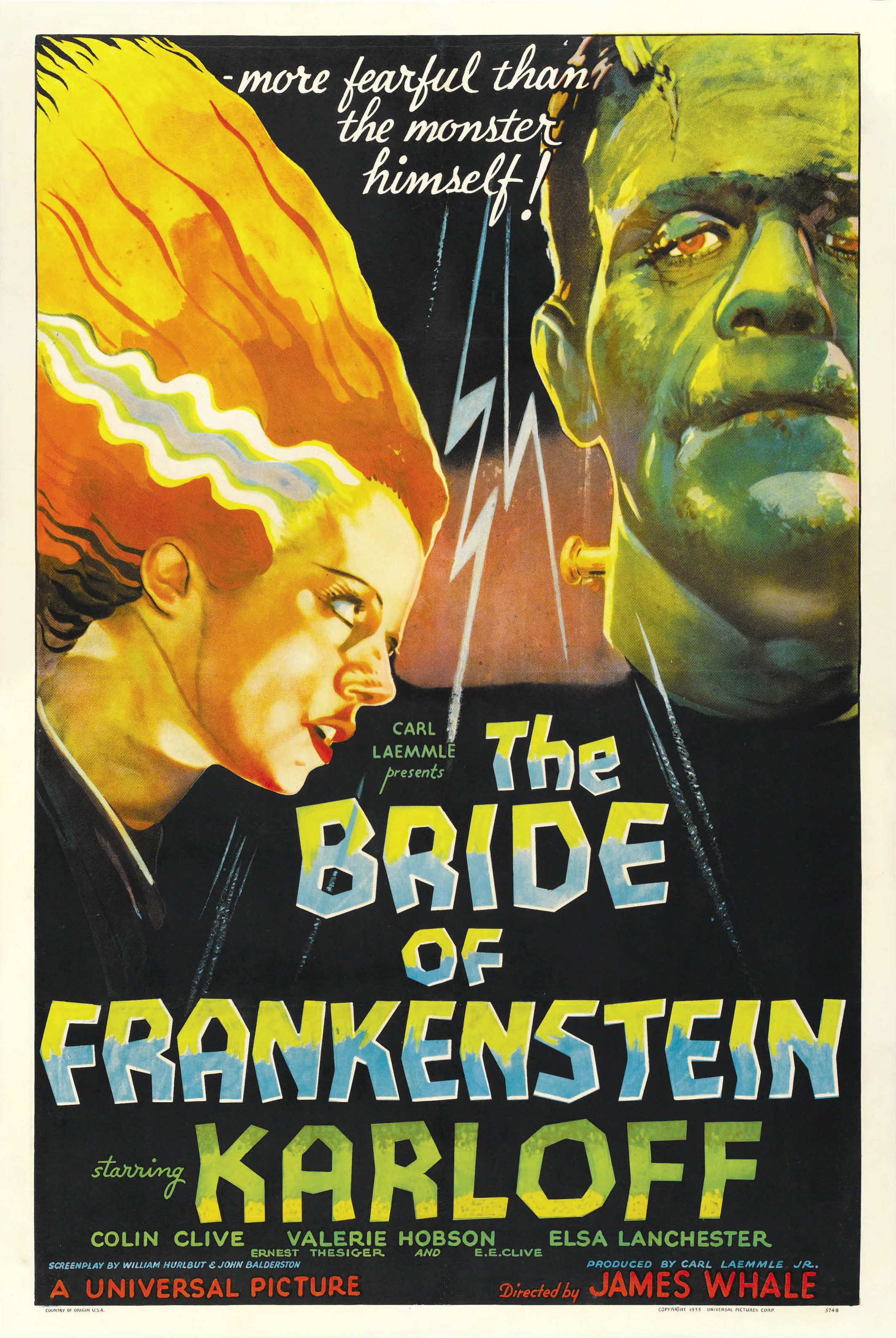
Affiche du film La Fiancée de Frankenstein (1935) avec Boris Karloff dans le rôle du monstre et Elsa Lanchester dans le rôle de sa fiancée.

Le roman de Mary Shelley Frankenstein ou le Prométhée moderne, paru en 1818, a très tôt connu le succès. Ceci a amené des artistes et auteurs de toutes domaines à adapter le roman avec plus ou moins de fidélité ou à s'inspirer des personnages de Victor Frankenstein et du monstre qu'il a créé. De très nombreuses pièces de théâtre mais aussi de nombreux films, des bandes dessinées, des dessins animés, des jeux vidéo et des romans attestent de la perpétuation du mythe de Frankenstein dans l'imaginaire collectif.

## Au théâtre

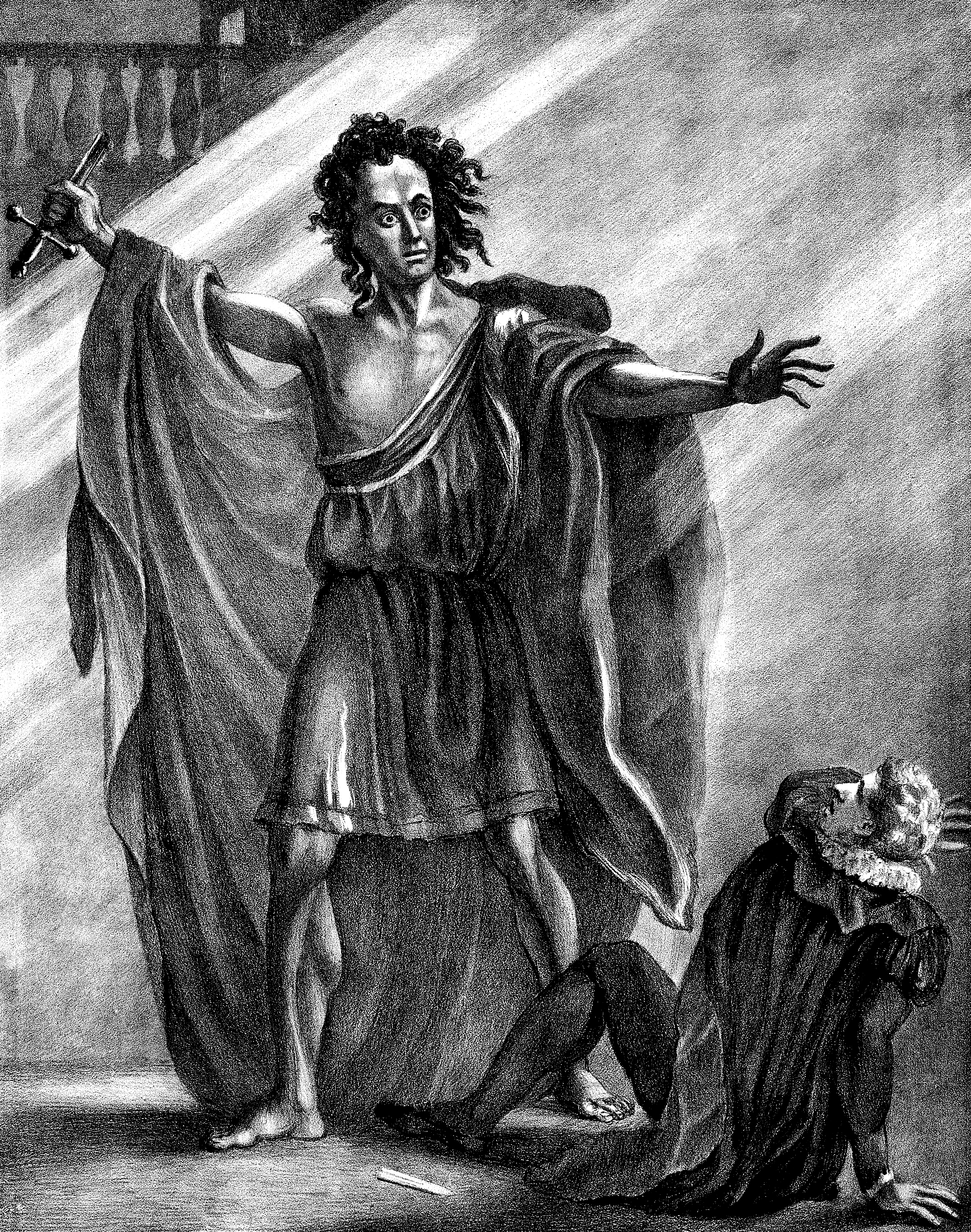
L'acteur T. P. Cooke interprétant le rôle du monstre dans la pièce de théâtre Presumption or the Fate of Frankenstein, en 1823.

Dès 1823, le roman de Mary Shelley est adapté à la scène. Richard Brinsley Peake monte Presumption or the Fate of Frankenstein, avec Thomas Potter Cooke dans le rôle de la créature, qui obtient un grand succès. Cette pièce ne respecte cependant pas le texte original puisque le monstre y perd sa capacité de s'exprimer et de raisonner pour apparaître seulement comme une brute sauvage. Des personnages, comme l'explorateur Robert Walton, sont supprimés tandis qu'un assistant de Victor Frankenstein est créé pour apporter un contrepoint comique et pour jouer le rôle de narrateur. La pièce est sujette à des critiques de groupes chrétiens qui s'indignent de voir sur scène un personnage voulant imiter Dieu. Cela n'empêche pas le triomphe de la pièce qui s'exporte ensuite aux États-Unis.
En 1927, une autre adaptation théâtrale, la pièce Frankenstein de Peggy Webling, attribue le nom du créateur à la créature. Le film de 1931, réalisé par James Whale avec Boris Karloff dans le rôle du monstre, prend cette adaptation comme point de départ davantage que le roman originel. C'est le début d'une série d'adaptations dans lesquelles Frankenstein apparaît dans quatorze autres versions au cours des trois années suivantes. Depuis, le roman est adapté pour la scène plus d'une centaine de fois. 

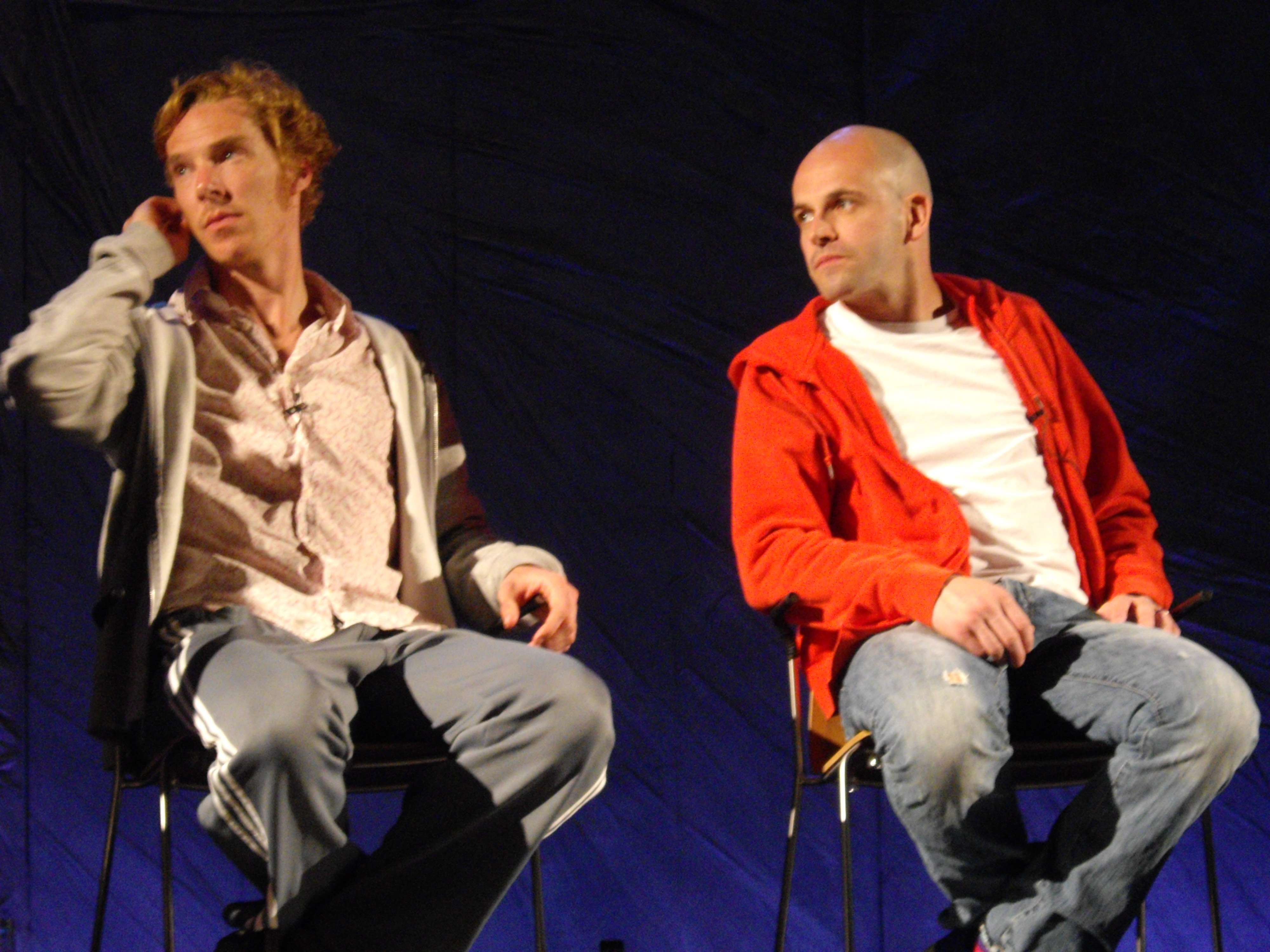
Benedict Cumberbatch et Jonny Lee Miller lors d'une séance de questions-réponses à propos de la pièce Frankenstein.

Plus tard, Kornél Mundruczó propose une adaptation libre dans Tender Son: The Frankenstein Project qu'il porte au cinéma en 2010. En 2011, Danny Boyle met en scène l'adaptation théâtrale de Nick Dear intitulée Frankenstein avec Benedict Cumberbatch et Jonny Lee Miller. Ceux-ci jouent alternativement le rôle de la créature et de Victor Frankenstein. La pièce est reprise en 2013 dans une version traduite en français par Maryse Warda et mise en scène par Jean Leclerc à Québec puis à Montréal.

## Au cinéma et à la télévision

### Historique

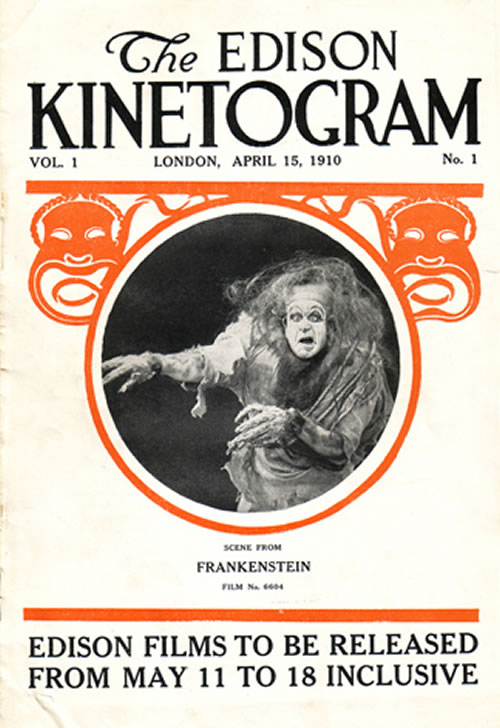
Affiche du film de 1910, avec Charles Ogle dans le rôle du monstre.

En 1910 est projetée la première adaptation cinématographique du roman, un film muet d'une durée de seize minutes signé J. Searle Dawley. C'est cependant en 1931 que le film Frankenstein, réalisé par James Whale, fait du sujet un véritable filon cinématographique. Ce film n'est cependant qu'une adaptation indirecte du roman de Mary Shelley car sa principale source d'inspiration est la pièce que Peggy Webling avait tirée du livre en 1927. Le film de Whale contribue à fixer l'univers de Frankenstein dans l'imaginaire collectif et le film marque le point de départ d'une très longue série d'œuvres consacrées, au fil des décennies, au mythe de Frankenstein. Depuis Whale, Frankenstein ou sa créature sont apparus dans plus de cent films. 

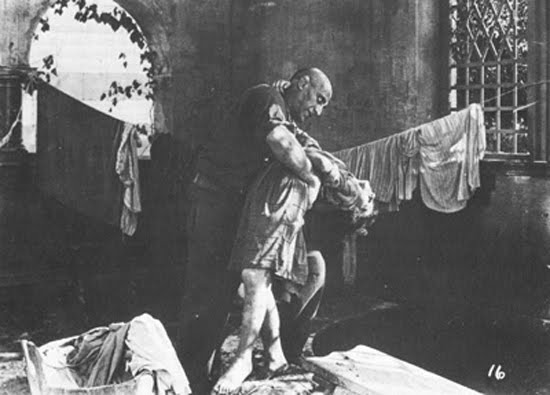
L'acteur italien Umberto Guarracino incarnant le monstre. Seul photogramme existant du film perdu Il Mostro di Frankenstein (1920).

Les films consacrés à Frankenstein n'entretiennent souvent qu'un rapport très ténu avec le texte de Mary Shelley, et beaucoup mettent en vedette le personnage du monstre et pas celui de Victor Frankenstein. Accessoirement, une confusion s'opère, dès l'époque des films de Whale, dans l'esprit du public, qui en arrive rapidement à désigner le monstre — qui n'a originellement pas de nom — et non pas le savant, du nom de Frankenstein, cette méprise étant entretenue par les titres de certains films.
Bela Lugosi, vedette d'Universal depuis sa prestation dans Dracula (1931), refuse le rôle car l'idée de cacher ses traits derrière un maquillage lui déplait. C'est donc Boris Karloff, interprète de la créature au théâtre, qui reprend le personnage à l'écran dans le premier Frankenstein de Whale. Ce rôle permet à l'acteur de devenir une vedette du cinéma d'horreur : son maquillage, créé par Jack Pierce marque suffisamment le public pour demeurer durablement associé au nom de Frankenstein. D'autres éléments du film absents du roman comme l'assistant bossu du docteur ou l'attaque du château par les villageois, sont si appréciés à l'époque qu'ils deviennent de véritables stéréotypes de l'épouvante. Ce premier film est suivi de La Fiancée de Frankenstein (1935), lui aussi réalisé par James Whale et avec Boris Karloff dans le même rôle, puis d'autres longs-métrages de la série dite des « Universal Monsters ». Boris Karloff reprend une troisième fois le personnage du monstre dans Le Fils de Frankenstein (1939), puis d'autres acteurs lui succèdent dans diverses suites. Lon Chaney Jr. interprète le monstre dans Le Fantôme de Frankenstein (1942) ; à la même époque, le studio Universal réduit les budgets de ses films d'horreur, ce qui contribue à les faire évoluer vers le registre de la série B. À partir de 1943, avec Frankenstein rencontre le loup-garou — où Bela Lugosi interprète le rôle qu'il avait refusé douze ans plus tôt — le studio fait se rencontrer le monstre de Frankenstein et d'autres créatures de la série dite des Universal Monsters. S'ensuivent La Maison de Frankenstein (1944) et La Maison de Dracula (1945) où la créature côtoie Dracula et le loup garou. En 1948, Universal fait verser ses monstres dans la parodie avec Deux Nigauds contre Frankenstein où la créature, Dracula et le loup-garou affrontent le duo comique Abbott et Costello. L'ère des Universal Monsters prend ensuite fin, la mode étant passée.

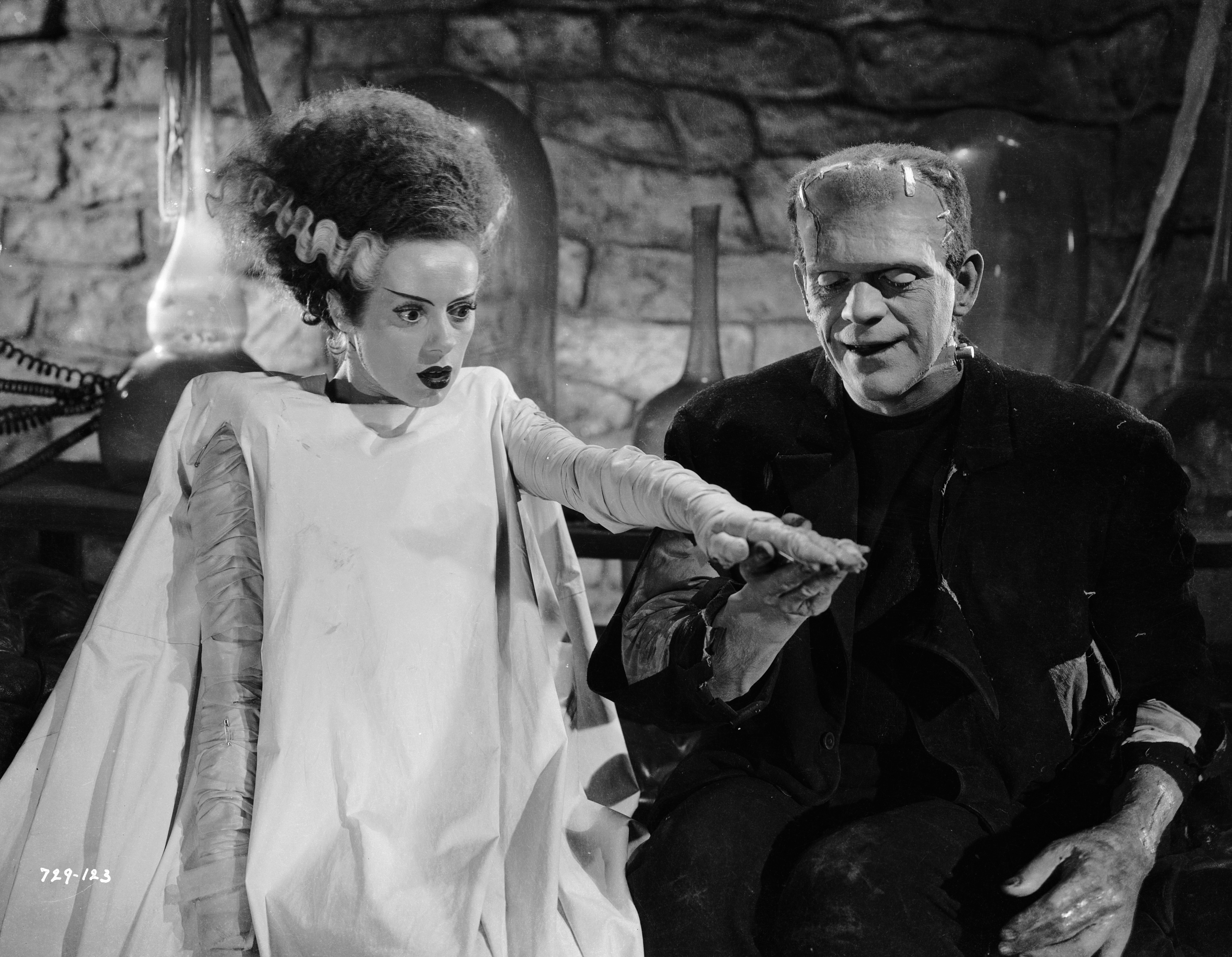
Le monstre (Boris Karloff) et sa compagne (Elsa Lanchester) dans La Fiancée de Frankenstein (1935).
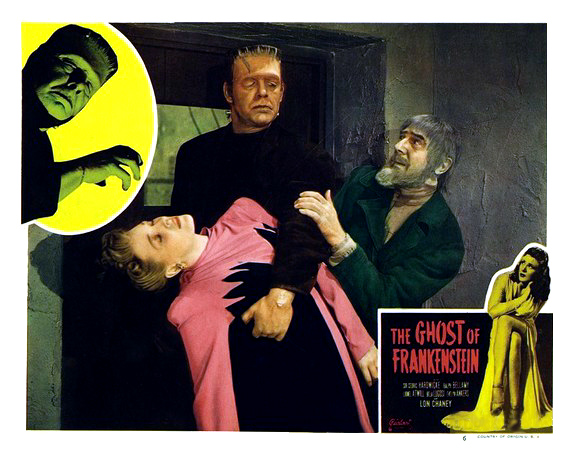
Lon Chaney Jr. (le monstre) et Bela Lugosi dans le film Le Fantôme de Frankenstein (1942).
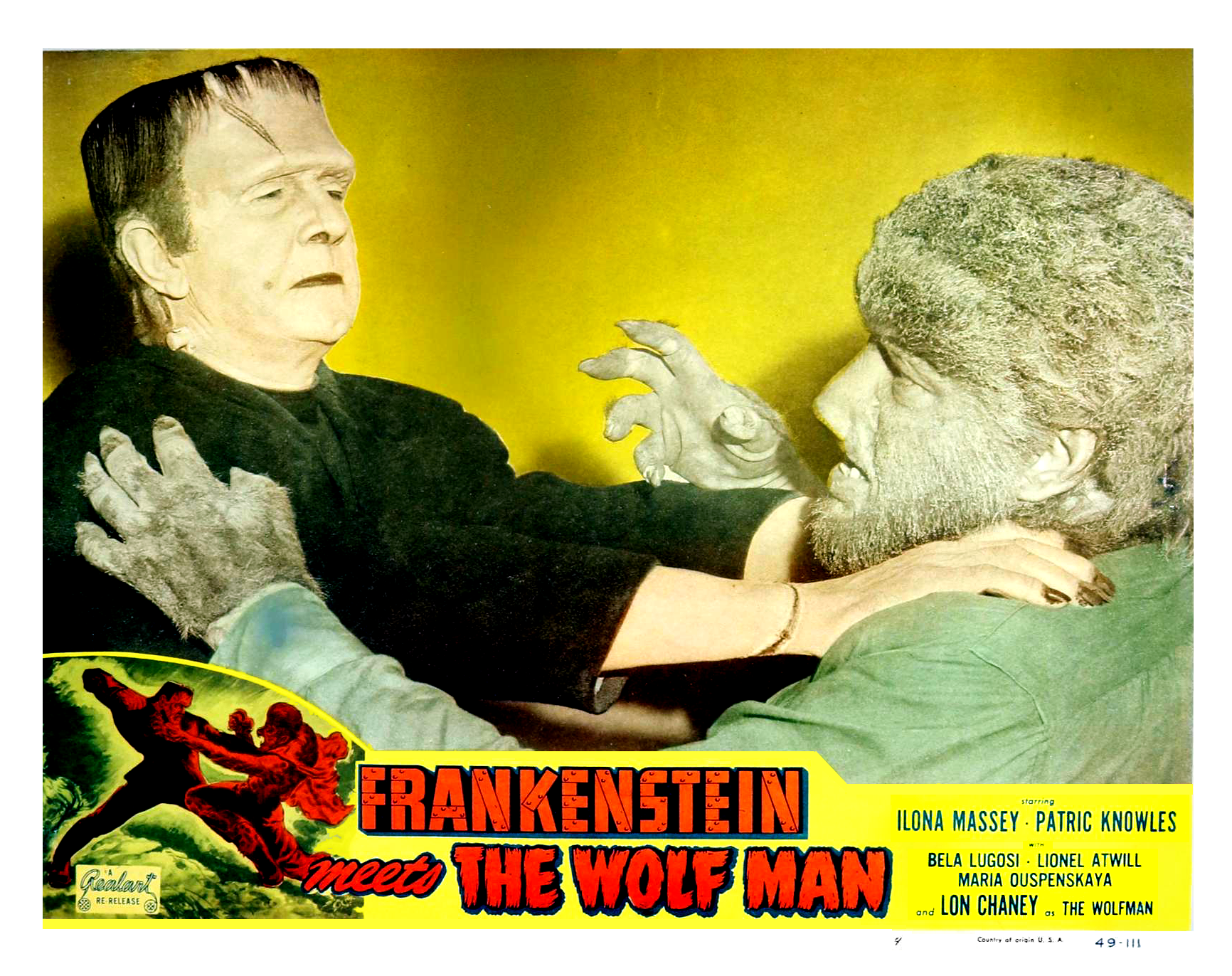
Image promotionnelle du film Frankenstein rencontre le loup-garou (1943) avec Bela Lugosi dans le rôle du Monstre et Lon Chaney Jr. dans le rôle du loup-garou.

C'est à la fin des années 1950 que le studio britannique Hammer relance le filon, avec Frankenstein s'est échappé (1957). Ce film marque le début d'une nouvelle série de longs-métrages, qui se distinguent des versions américaines d'Universal en mettant en vedette non pas le monstre, mais Victor Frankenstein, interprété la plupart du temps par Peter Cushing. Par ailleurs, dans les versions Hammer, le savant n'est plus dépeint comme un jeune homme exalté et dépassé par sa création mais comme un homme d'âge mur, doublé d'un savant fou dénué de scrupules qui en arrive, pour mener à bien ses expériences, à se comporter comme un véritable criminel. Chacun des Frankenstein de la Hammer met en scène une créature différente. La figure de Frankenstein ou celle de sa créature sont parallèlement reprises dans de nombreux autres films à petit budget jusqu'à ce que le sujet passe à nouveau de mode dans les années 1970. Parmi les autres adaptations, les plus notables sont la version de Paul Morrissey produite par Andy Warhol en 1973, Chair pour Frankenstein et la version de Jack Smight également de 1973, Frankenstein, qui propose une vision plus proche du roman de Mary Shelley que les films de la Universal et de la Hammer. 

Le monstre de Frankenstein dans les adaptations de la Hammer
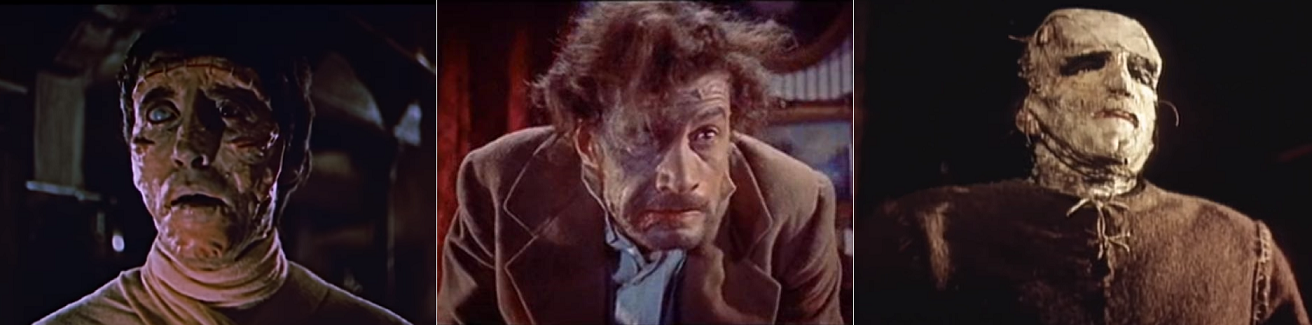
Christopher Lee dans Frankenstein s'est échappé (1957), Michael Gwynn dans La Revanche de Frankenstein (1958) et Kiwi Kingston dans L'Empreinte de Frankenstein (1964).

Bien que les films consacrés à Frankenstein se fassent rares dans les années 1980, le personnage du monstre demeure un élément de la culture populaire en tant qu'archétype du cinéma d'horreur. En 1985, le film La Promise avec Sting dans le rôle du docteur Frankenstein propose une version inhabituelle du sujet, où le monstre s'humanise et devient un héros positif qui finit par triompher de son maléfique créateur. En 1990, Roger Corman réalise La Résurrection de Frankenstein, un film adapté du roman de Brian Aldiss Frankenstein délivré, qui est lui-même une variation littéraire autour de celui de Mary Shelley. Deux ans plus tard, à la faveur du succès du Dracula de Francis Ford Coppola, les mythes traditionnels de l'épouvante retrouvent véritablement la faveur des grands studios hollywoodiens. En 1994, Kenneth Branagh réalise et interprète Frankenstein, avec également Robert De Niro dans le rôle du monstre. Le film de Branagh, contrairement à la majorité des autres versions, constitue une adaptation directe du roman d'origine. Dans les années suivantes, bien que les évocations du mythe de Frankenstein, ou les allusions aux personnages de l'histoire, demeurent fréquentes, les véritables adaptations du texte d'origine demeurent minoritaires. La mini-série télévisée Frankenstein (2004) s'inspire fidèlement du livre ; à l'opposé, de grosses productions cinématographiques comme I, Frankenstein (2014) ou Docteur Frankenstein (2015), s'en éloignent considérablement et sont moins des adaptations que des variations autour du mythe. Le premier, adapté d'un roman graphique, prend le roman comme point de départ avant de raconter une histoire entièrement différente où le monstre devient un héros affrontant des démons, tandis que le second tente de moderniser l'histoire de Frankenstein à la manière du Sherlock Holmes (2009) de Guy Ritchie, en se concentrant sur les figures de Victor Frankenstein et de son assistant.  Le téléfilm Frankenstein, qui date de 2004, n'est pas une adaptation mais une suite du livre de Mary Shelley : il s'agit d'un pilote de série télévisée. La série ne s'étant pas concrétisée, l'écrivain Dean Koontz, qui avait collaboré au téléfilm, a utilisé ses idées pour en tirer une série de romans.
Frankenstein ou sa créature sont apparus au fil des décennies dans les œuvres les plus variées, qui les utilisent souvent sans revendiquer aucune fidélité à l'œuvre littéraire d'origine. Les personnages de Mary Shelley rencontrent ainsi d'autres personnages de fiction, parmi lesquels d'autres monstres comme Dracula, mais aussi Sherlock Holmes ou Alvin et les Chipmunks. Parmi d'autres exemples se trouvent Frankenstein vs. Baragon, de Ishirō Honda en 1965, Frankenstein contre l'homme invisible d'Howard W. Koch en 1958, Dracula contre Frankenstein d'Hugo Fregonese en 1970, Dracula contre Frankenstein d'Al Adamson en 1971, Dracula, prisonnier de Frankenstein de Jesús Franco en 1972, et Les Expériences érotiques de Frankenstein  de Jesús Franco en 1973 qui mêle Frankenstein et le comte Cagliostro, Alvin et les Chipmunks contre Frankenstein de Ross Bagdasarian en 1999 ou Van Helsing de Stephen Sommers en 2004 où le monstre partage une nouvelle fois l'écran avec d'autres figures de l'épouvante comme Dracula.

### Liste des films
Liste des principales adaptations de Frankenstein en film :
- 1910 : Frankenstein de J. Searle Dawley
- 1915 : Life Without Soul de Joseph W. Smiley
- 1921 : Il mostro di Frankenstein d'Eugenio Testa
- 1931 : Frankenstein de James Whale
- 1935 : La Fiancée de Frankenstein de James Whale
- 1939 : Le Fils de Frankenstein de Rowland V. Lee
- 1941 : Hellzapoppin d'H. C. Potter
- 1942 : Le Fantôme de Frankenstein d'Erle C. Kenton
- 1943 : Frankenstein rencontre le loup-garou de Roy William Neill
- 1944 : La Maison de Frankenstein d'Erle C. Kenton
- 1945 : La Maison de Dracula d'Erle C. Kenton
- 1948 : Deux Nigauds contre Frankenstein de Charles Barton
- 1957 : 
  - Frankenstein s'est échappé de Terence Fisher
  - I Was a Teenage Frankenstein de Herbert L. Strock
- 1958 :
  - Frankenstein contre l'homme invisible d'Howard W. Koch
  - La Revanche de Frankenstein de Terence Fisher
- 1964 : L'Empreinte de Frankenstein de Freddie Francis
- 1965 : Frankenstein vs. Baragon d'Ishirô Honda
- 1966 : La Guerre des monstres d'Ishirô Honda
- 1967 : 
  - Casino Royale de John Huston et al. 
  - Frankenstein créa la femme de Terence Fisher
  - Mad Monster Party? de Jules Bass
- 1969 : Le Retour de Frankenstein de Terence Fisher
- 1970 : Les Horreurs de Frankenstein de Jimmy Sangster
- 1971 : Lady Frankenstein, cette obsédée sexuelle de Mel Welles
- 1972 :
  - Mad Mad Mad Monsters de Jules Bass et Arthur Rankin Jr.
  - Frankenstein '80 de Mario Mancini
- 1973 :
  - Chair pour Frankenstein de Paul Morrissey
  - Blackenstein de William A. Levey
  - Frankenstein de Glenn Jordan
  - Frankenstein: The True Story de Jack Smight
  - L'Esprit de la ruche de Víctor Erice
- 1974 : 
  - Frankenstein et le monstre de l'enfer de Terence Fisher
  - Frankenstein Junior de Mel Brooks
- 1976 : Terror of Frankenstein de Calvin Floyd
- 1985 :
- Fracchia contro Dracula de Neri Parenti
- La Promise de Franc Roddam
- 1987 : The Monster Squad de Fred Dekker
- 1988 : 
  - Frankenstein General Hospital de Deborah Roberts
  - Rowing with the Wind de Gonzalo Suárez
- 1990 : 
  - La Résurrection de Frankenstein  de Roger Corman
  - Frankenhooker de Frank Henenlotter
- 1992 : Frankenstein de David Wickes
- 1994 : Frankenstein de Kenneth Branagh
- 1999 : 
  - Alvin et les Chipmunks contre Frankenstein de Kathi Castillo
  - Rock N Roll Frankenstein de Brian O'Hara
- 2004 : Van Helsing de Stephen Sommers
- 2008 : Igor de Tony Leondis
- 2009 : 
  - House of the Wolf Man de Eben McGarr
  - Stan Helsing de Bo Zenga
- 2012 :
  - Frankenweenie de Tim Burton
  - Hôtel Transylvanie de Genndy Tartakovsky
- 2013 : 
  - Frankenstein's Army de Richard Raaphorst
  - The Frankenstein Theory d'Andrew Weiner avec Roger Morrissey
- 2014 : I, Frankenstein de Stuart Beattie
- 2015 : 
  - Frankenstein de Bernard Rose
  - Frankenstein vs. The Mummy de Damien Leone
  - Hôtel Transylvanie 2 de Genndy Tartakovsky
  - Docteur Frankenstein de Paul McGuigan
- 2018 : Hôtel Transylvanie 3 : Des vacances monstrueuses de Genndy Tartakovsky
- 2019 : Depraved de Larry Fessenden
- 2025 : Frankenstein de Guillermo del Toro
- 2026 : The Bride de Maggie Gyllenhaal

### Liste des séries télévisées et téléfilms
Liste des principales adaptations de Frankenstein à la télévision :
- 1973 : 
  - Frankenstein (mini-série)
  - Frankenstein, la véritable histoire (mini-série)
- 1987 : La Tante de Frankenstein (Teta)
- 1997 : L'Antre de Frankenstein (mini-série)
- 2004 :
  - Frankenstein (mini-série)
  - Frankenstein (téléfilm)
- 2007 : 
  - Frankenstein (téléfilm)
  - Le Chat de Frankenstein  (Frankenstein's Cat)
- 2011-2018 : Once Upon a Time
- 2014-2016 : Penny Dreadful
- 2015-2017 : The Frankenstein Chronicles

## En bande dessinée
Des auteurs de bande dessinée se sont aussi intéressés à l'histoire de Frankenstein, qu'ils soient européens, asiatiques ou américains.

### En Amérique

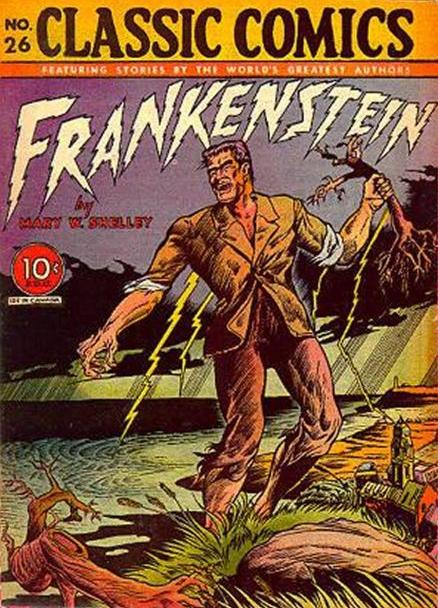
Le monstre de Frankenstein dans un Classic Comics de 1945.

Le monstre de Frankenstein apparaît dans de nombreux comics publiés par divers éditeurs. En 1940, Prize Publications propose des aventures de la créature de Frankenstein dans les pages du comic book Prize Comics à partir du numéro 7. Le dessin est assuré par Dick Briefer. Le succès de la série entraîne la création d'un second comics intitulé Frankenstein. Cependant Frankenstein disparaît de Prize Comics en 1948 et son comics éponyme est arrêté en 1949.
Dans les années 1950, alors que les comics d'horreur connaissent un grand succès, le monstre de Frankenstein est régulièrement utilisé comme personnage principal d'histoire comme dans The Beast-Man du magazine Suspense numéro 20 publié par Atlas Comics ou comme antagoniste du héros dans   The True Story of Frankenstein publié dans le Detective Comics numéro 135 où Batman lutte contre le monstre.
En 1964, Dell Comics présente une nouvelle version de Frankenstein qui devient un super-héros, mais la tentative s'arrête au bout de quatre épisodes. Les années 1960 voient de nombreuses versions du monstre de Frankenstein dans des registres variés : adaptations du roman dans Classics Illustrated publié par Gilberton Publications, horreur dans le magazine Weird Tales publié par Eerie Publications ou humour dans Adventures of Jerry Lewis publié par DC Comics. Le monstre de Frankenstein est également avec L'Étrange Cas du docteur Jekyll et de M. Hyde la source du personnage Hulk de Marvel Comics. La version cinématographique de 1931 avec Boris Karloff en a inspiré la création, et le héros s'y voit, comme le monstre du roman, pourchassé alors qu'il est fondamentalement bon.
Dans les années 1970, le Comics Code qui interdit les comics d'horreur depuis le milieu des années 1950 aux États-Unis devient moins sévère et de nombreux comics mettant des monstres en scène arrivent sur le marché. En janvier 1973, sur la lancée du succès de Tomb of Dracula et d'autres séries horrifiques, Marvel Comics publie le premier numéro de The Monster of Frankenstein, scénarisé par Gary Friedrich et dessiné par Mike Ploog. La série s'étend sur dix-huit numéros, dont les quatre premiers épisodes adaptent fidèlement l'histoire du roman. Les quatorze autres font vivre au monstre de nouvelles aventures. Le monstre de Frankenstein devient par ailleurs, comme Dracula, un personnage semi-récurrent de l'univers Marvel, dont il rencontre occasionnellement les autres héros. En 1983 Marvel édite Bernie Wrightson's Frankenstein, une édition intégrale du roman, illustrée par Bernie Wrightson, dessinateur spécialiste des sujets horrifiques. L'album est réédité, quelques années plus tard, en 2008 par Dark Horse Comics.
En 2011 à 2013, DC Comics sort une nouvelle série mettant en vedette la créature intitulée Frankenstein, agent of S.H.A.D.E. En 2015, c'est le dessinateur Mike Mignola, créateur du personnage d'Hellboy qui s'empare du mythe de Frankenstein en livrant la bande dessinée Frankenstein Underground.

### En Europe
Plusieurs bandes dessinées mettent en scène Frankenstein ou sa créature durant les années 2000 et 2010. En 2001, le suisse Alex Baladi livre Frankenstein encore et toujours chez Atrabile dans lequel les deux jeunes héroïnes se trouvent plonger dans un rêve en compagnie de la créature après une lecture du roman de Shelley. En 2002, l'italien Guido Crepax signe une adaptation du roman de Mary Shelley qui sera éditée en France en 2014 au sein du recueil Comte Dracula, suivi de Frankenstein  chez Actes Sud BD. Adaptation fidèle du roman, l'album donne par ailleurs à la créature des traits inspirés du maquillage de Boris Karloff. En 2003, le belge Denis Deprez sort Frankenstein chez Casterman, une adaptation du roman où les traits de la créatures sont directement inspirés du maquillage de Boris Karloff. En 2007, le français Marion Mousse signe Frankenstein qui est également une adaptation du roman en bande dessinée chez Delcourt. En 2009, les Espagnols Sergio Serra et Meritxell Ribas livrent une nouvelle adaptation tous publics du roman dans Frankenstein aux éditions Petit à Petit. En 2010, ce sont le scénariste français Olivier Dobbs  et le dessinateur italien Antonio Marinetti qui imaginent dans Mister Hyde contre Frankenstein chez Soleil Productions une rencontre entre la créature et le personnage du roman L'Étrange Cas du docteur Jekyll et de M. Hyde.

### En Asie
Plusieurs auteurs de bande dessinées asiatiques s'inspirent du mythe. Junji Itō avec Frankenstein livre une adaptation globalement fidèle du roman, tandis que Nobuhiro Watsuki propose plutôt une réadaptation dans Embalming - Une autre histoire de Frankenstein.

## En littérature

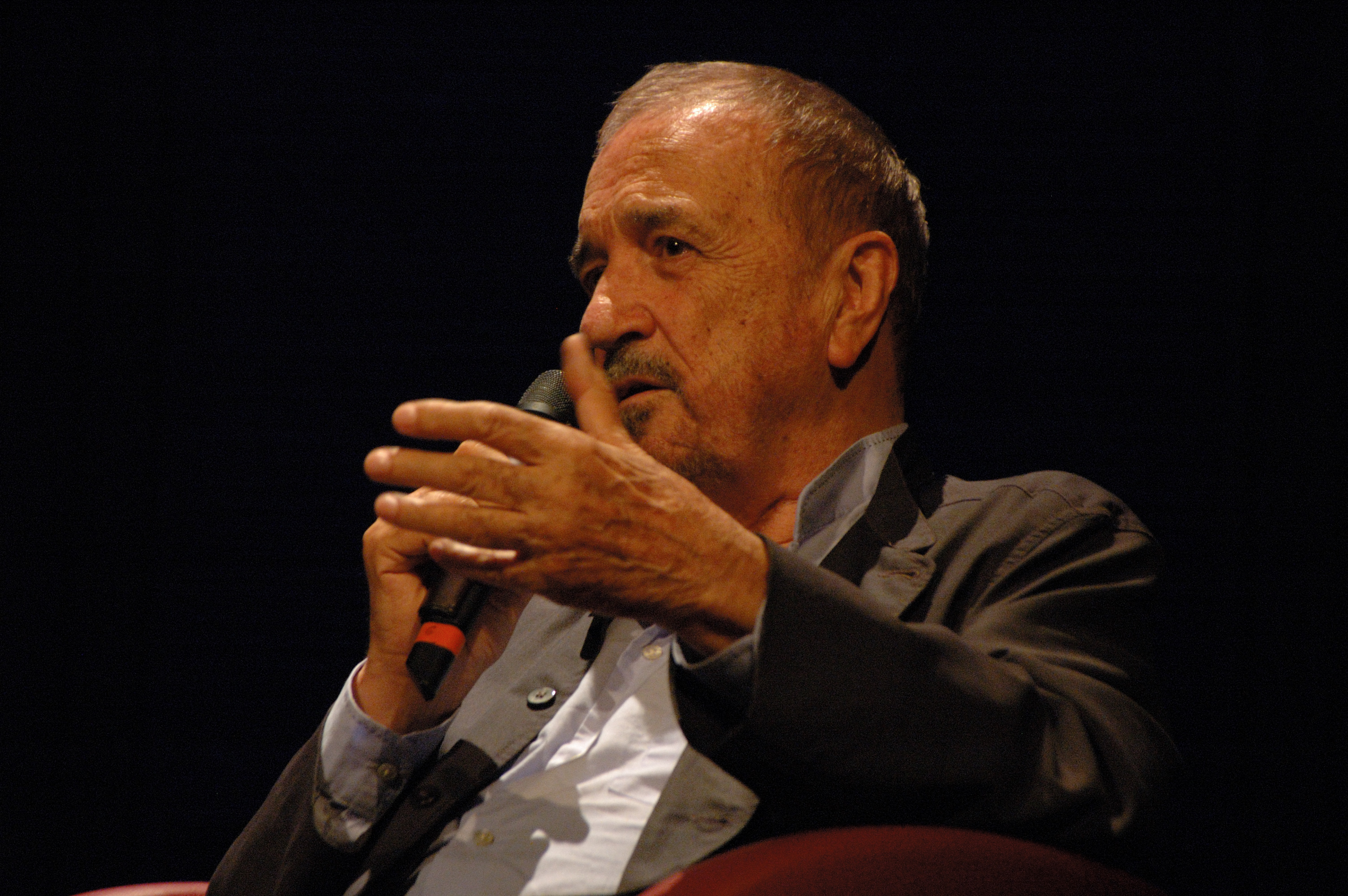
Jean-Claude Carrière en 2008.

Entre 1957 et 1959, l'éditeur français Fleuve noir publie dans sa collection Angoisse six romans signés Jean-Claude Carrière sous le pseudonyme Benoît Becker. Intitulés La Tour de Frankenstein, Le Pas de Frankenstein, La Nuit de Frankenstein, Le Sceau de Frankenstein, Frankenstein rôde et La Cave de Frankenstein, ils constituent des suites au livre de Mary Shelley. Les romans sont réédités en 1995 sous la forme d'une intégrale en deux volumes accompagnée d'une postface de Jean-Claude Carrière. En 1973, l'Anglais Brian Aldiss publie Frankenstein délivré qui mêle les personnages de Frankenstein et de son monstre à une histoire de science-fiction et de voyage dans le temps. Entre 2005 et 2011, l'Américain Dean Koontz publie cinq romans faisant suite à celui de Mary Shelley en utilisant ses idées pour une série télévisée avortée : Prodigal Son (écrit avec Kevin J. Anderson), City of Night (écrit avec Ed Gorman),  Dead and Alive, Lost souls et Dead Town. Dans ces livres, Victor Frankenstein et sa créature ont survécu jusqu'à l'époque contemporaine et le savant complote contre l'humanité. Les trois premiers romans ont été traduits en français sous les titres Le Fils prodigue,  La Cité de la nuit et Le Combat final. En 2008 et 2017 dans Les Nombreuses vies de Frankenstein et Sur les traces de Frankenstein, le français André-François Ruaud mêle la fiction littéraire avec la grande histoire.  En 2018, dans Frankenstein 1918 le Français Johan Heliot imagine la création d'un régiment de créatures durant la première guerre mondiale. En 2017, l'irakien Ahmed Saadawi reçoit le grand prix de l'Imaginaire pour son Frankenstein à Bagdad, une réinterprétation du mythe dans l'Irak contemporain.

## En ballet
En 1986, un ballet Frankenstein, the modern Prometheus est par Wayne Eagling à Covent Garden à Londres. En 2007, c'est à Genève qu'est crée un autre ballet Frankenstein par le chorégraphie et dramaturgie de Guilhermo Botelho.

## En comédie musicale
En 2014 est lancée en Corée du Sud la comédie musicale Frankenstein, dont la trame diffère grandement de l'intrigue originale.